# 이본 콜
이본 콜(Ivonne Coll, 1947년 6월 18일 ~ )은 푸에르토리코의 배우이다. 1967년 미스 푸에르토리코 우승자이며 같은 해에 열린 미스 유니버스에서 푸에르토리코 대표로 출전했다.

## 출연 작품
- 제인 더 버진 시즌2 (2015)
- 엔드게임 (2014)
- 제인 더 버진 시즌1 (2014)
- 카운터펀치 (2013)
- 조안 오브 아카디아 (2003)
- 닙턱 (2003)
- 로스웰 시즌1 (1999)
- 웨이킹 더 데드 (1999)
- 인 투 딥 (1999)
- 엔젤 엑소시스트 (1998)
- 헨드릭스 (1998)
- 에이스 가이 (1997)
- 패시픽 블루 (1996)
- 증발 (1995)
- 고독한 스승 (1989)
- 비앤비 (1987)
- 대부 2 (1974)